# Lindernia harmandii
Lindernia harmandii é uma espécie botânica do gênero Lindernia pertencente à família Linderniaceae.